# Rødding Kirke (Viborg Kommune)
 For alternative betydninger, se Rødding Kirke. (Se også artikler, som begynder med Rødding Kirke)
Rødding Kirke er en dansk folkekirke, beliggende 9 km nordøst for Viborg i byen Rødding. 
Skib og kor er bygget i romansk stil og blev opført i 1200-tallet. Senere i 1400-tallet blev klokketårnet rejst ved skibets vestgavl og våbenhuset blev bygget ved syddøren. 
Både klokketårnet og våbenhuset er bygget i sengotisk stil og opført med munkesten. Norddøren, som var kvindernes dør, er i dag tilmuret. 
En større omsætning af murværket i 1891 har slettet de fleste spor af enkeltheder, dog kan man spore enkelte rundbuevinduer i nordmuren. På kirkegården er henlagt et større antal ældre gravsten, som er ret nedslidte og svære at tyde. Kirken blev istandsat i 1958.
På nordsiden af skibet findes en skakbrætsten med 7 vandrette og 13 lodrette rækker.
Skibet har fladt bjælkeloft. Den runde korbue er bevaret med profilerede kragbånd og skråkantsokkel. Koret fik indbygget otteribbet hvælv i sengotisk tid. Kirkens inventar præges af tilhørsforholdet til herregården Sødal. Altertavlen fra slutningen af 1730'erne er skænket af Margrethe Dorthea Brahe, i storfeltet ses Korsfæstelsen, omkring maleriet ses Peter  og Paulus, nederst ses et såkaldt præstespejl, der giver en opsang til præsten, altertavlen bærer Anders Kierulfs initialer, alterskranken af smedejern bærer våben for Anders Kierulf og hustru. Prædikestolen fra 1646 har arkadefelter med bibelske relieffer, den er skænket af Verner Parsberg, på opgangen er indsat en række alabastrelieffer, der formodentlig stammer fra et husalter dateret til begyndelsen af 1600-tallet. I kirken er bevaret en del stolegavle fra 1600-tallet, bl.a. med våben for Didrik Iversen. Omkring orglet er opstillet en række apostelmalerier fra midten af 1700-tallet, de stammer fra et tidligere pulpitur. I koret er ophængt et epitafium fra 1649 over Verner Parsberg (død 1665). I kirken er desuden ophængt et maleri af Margrethe Dorthea Brahe og Anders Kierulf. På skibets sydvæg er ophængt et broderet antependium med 32 helgener, klædet menes at stamme fra slutningen af 1300-tallet. I skibets vestende mod nord er opstillet en herskabsstol fra 1753.
Den romanske døbefont af granit har glat kumme og rund fod.